# أندريه لويس كيمارايس فونسيكا
أندريه لويس كيمارايس فونسيكا (بالبرتغالية: André Luis Guimarães Fonseca) (4 مارس 1969 بسالفادور في البرازيل - ) هو لاعب كرة سلة برازيلي في مركز الهجوم خلفي، شارك في بطولة أمم الأمريكتين لكرة السلة 1993 والألعاب الأولمبية الصيفية 1996 وبطولة كأس العالم لكرة السلة 1998 وبطولة أمم الأمريكتين لكرة السلة 1999 وبطولة أمم الأمريكتين لكرة السلة 1995 وبطولة أمم الأمريكتين لكرة السلة 1997 وبطولة كأس العالم لكرة السلة 1994 ودورة الألعاب الأمريكية 1999.

## وصلات خارجية
- أندريه لويس كيمارايس فونسيكا على موقع الاتحاد الدولي لكرة السلة (الإنجليزية)
- أندريه لويس كيمارايس فونسيكا على موقع كرة السلة الأوروبية.كوم (الإنجليزية)
- أندريه لويس كيمارايس فونسيكا على موقع ريلجم (الإنجليزية)
- أندريه لويس كيمارايس فونسيكا على موقع بروبوليرز (الإنجليزية)
- أندريه لويس كيمارايس فونسيكا على موقع سبورتس رفرنس (الإنجليزية)
- أندريه لويس كيمارايس فونسيكا على موقع أوليمبيديا (الإنجليزية)